# Campionato Dilettanti Puglia 1957-1958
Il Campionato Nazionale Dilettanti 1957-1958 è stato il V livello del campionato italiano. A carattere regionale, fu il primo campionato dilettantistico con questo nome, e il sesto se si considera che alla Promozione fu cambiato il nome assegnandogli questo.
Il campionato era organizzato su base regionale dalle Leghe Regionali e le vincenti di ogni girone venivano ammesse alla successiva fase regionale che attribuiva il titolo di lega, mentre erano complessivamente trentadue squadre, distribuite fra le regioni secondo lo schema della vecchia Promozione, a contendersi lo Scudetto Dilettanti.
Questo è il girone organizzato dalla Lega Regionale Pugliese per la regione Puglia.

## Aggiornamenti
- Casarano Calcio[1] e Associazione Sportiva Martina sono stati ammessi nel Campionato interregionale a completamento degli organici.[2]
- L'Associazione Sportiva Mola, retrocessa nel campionato precedente, è stata riammessa nella prima serie regionale.[3]

## Squadre partecipanti
| Squadra                | Città (provincia)          | Stagione 1956-1957 |
| ---------------------- | -------------------------- | ------------------ |
| A.S.C. Acquaviva       | Acquaviva delle Fonti (BA) |                    |
| C.S. Altamura          | Altamura (BA)              |                    |
| U.S. Antonio Toma      | Maglie (LE)                |                    |
| U.S. Audace            | Monopoli (BA)              |                    |
| A.S. Bisceglie         | Bisceglie (BA)             |                    |
| U.S. Garganica         | Monte Sant'Angelo (FG)     |                    |
| U.S. Giovinazzo        | Giovinazzo (BA)            |                    |
| U.S. Juventina         | Lecce                      |                    |
| F.B.C. Liberty         | Bari                       |                    |
| A.S. Manfredonia       | Manfredonia (FG)           |                    |
| U.S. Mimino De Cesaria | San Vito dei Normanni (LE) |                    |
| A.S. Mola              | Mola di Bari (BA)          |                    |
| A.S. Noci              | Noci (BA)                  |                    |
| U.S. Noicattaro        | Noicattaro (BA)            |                    |
| S.S. Pro Gioia         | Gioia del Colle (BA)       |                    |
| U.S. San Severo        | San Severo (FG)            |                    |

## Classifica finale
|  | Pos. | Squadra           | Pt  | G   | V   | N  | P   | GF  | GS  | DR  |
|  | ---- | ----------------- | --- | --- | --- | -- | --- | --- | --- | --- |
|  | 1.   | Bisceglie         | 48  | 30  | 23  | 2  | 5   | 77  | 28  | +49 |
|  | 2.   | Audace Monopoli   | 44  | 30  | 21  | 2  | 7   | 59  | 26  | +33 |
|  | 3.   | Acquaviva         | 37  | 30  | 17  | 3  | 10  | 44  | 32  | +12 |
|  | 4.   | Giovinazzo        | 39  | 30  | 15  | 9  | 6   | 49  | 31  | +18 |
|  | 5.   | Juventina Lecce   | 34  | 30  | 13  | 8  | 9   | 47  | 29  | +18 |
|  | 5.   | Toma Maglie       | 34  | 30  | 13  | 8  | 9   | 46  | 40  | +6  |
|  | 7.   | Noicattaro        | 28  | 30  | 11  | 6  | 13  | 43  | 43  | 0   |
|  | 8.   | Liberty           | 30  | 30  | 12  | 6  | 12  | 42  | 43  | -1  |
|  | 9.   | Monte Sant'Angelo | 29  | 30  | 12  | 5  | 13  | 49  | 48  | +1  |
|  | 10.  | Noci              | 26  | 30  | 8   | 10 | 12  | 26  | 38  | -12 |
|  | 11.  | Mimino De Cesaria | 25  | 30  | 11  | 3  | 16  | 47  | 65  | -18 |
|  | 11.  | San Severo        | 25  | 30  | 10  | 5  | 15  | 36  | 39  | -3  |
|  | 13.  | Manfredonia       | 21  | 30  | 7   | 7  | 16  | 33  | 56  | -23 |
|  | 13.  | Altamura          | 21  | 30  | 8   | 5  | 17  | 37  | 63  | -26 |
|  | 15.  | Mola              | 20  | 30  | 7   | 6  | 17  | 32  | 68  | -36 |
|  | 16.  | Pro Gioia         | 19  | 30  | 8   | 3  | 19  | 37  | 55  | -18 |
|  |      |                   | 480 | 480 | 196 | 88 | 196 | 704 | 704 | 0   |

Legenda:

      Promosso al Campionato Interregionale 1958-1959 e ammesso alle finali nazionali.
      Retrocesso in Seconda Categoria.
Note:

Due punti a vittoria, uno a pareggio, zero a sconfitta.
Pari merito in caso di pari punti.